# Ufer-Wolfstrapp
Der Ufer-Wolfstrapp (Lycopus europaeus), auch Gemeiner Wolfstrapp genannt, ist eine Pflanzenart aus der Familie der Lippenblütler (Lamiaceae).

## Beschreibung

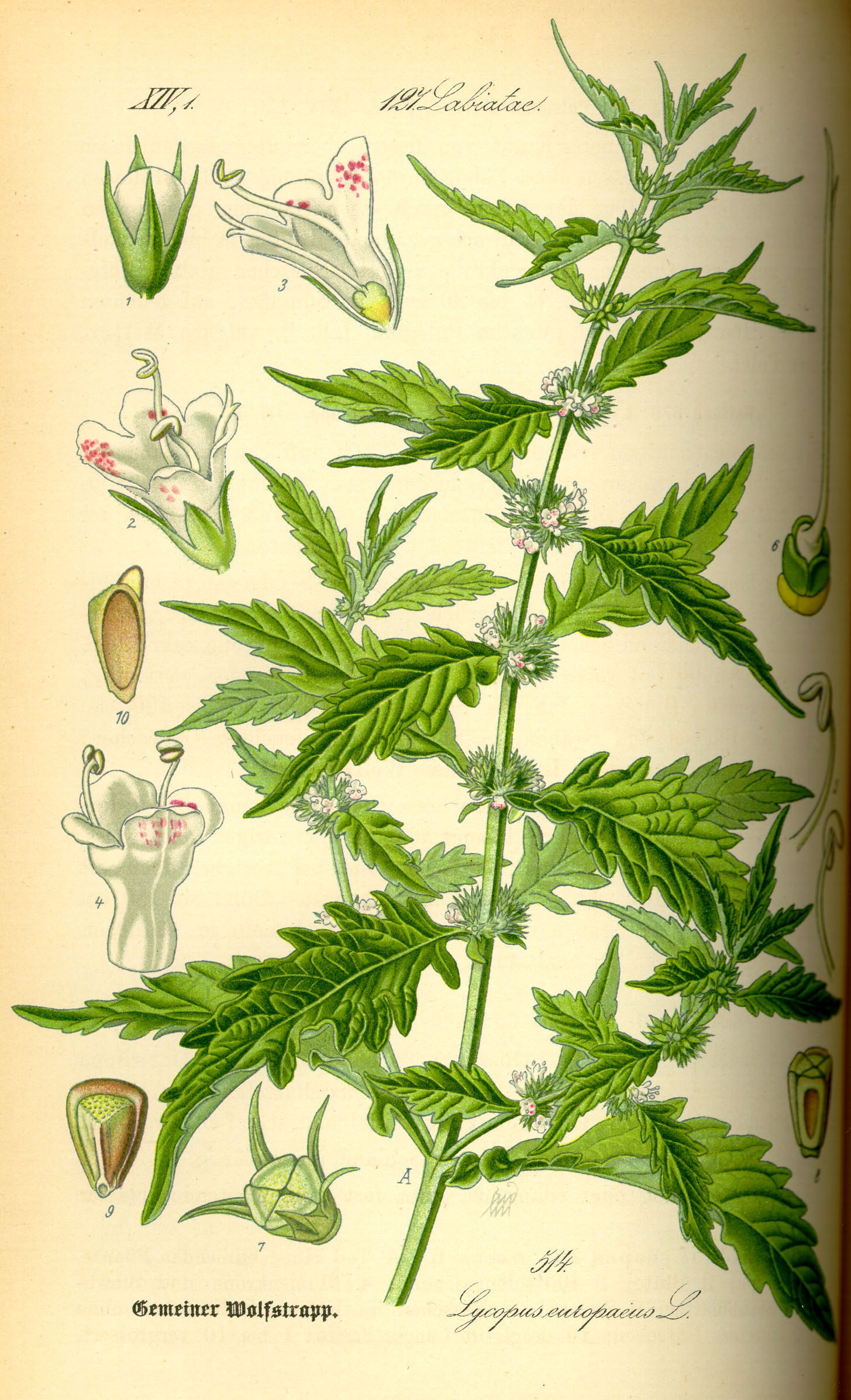
Illustration

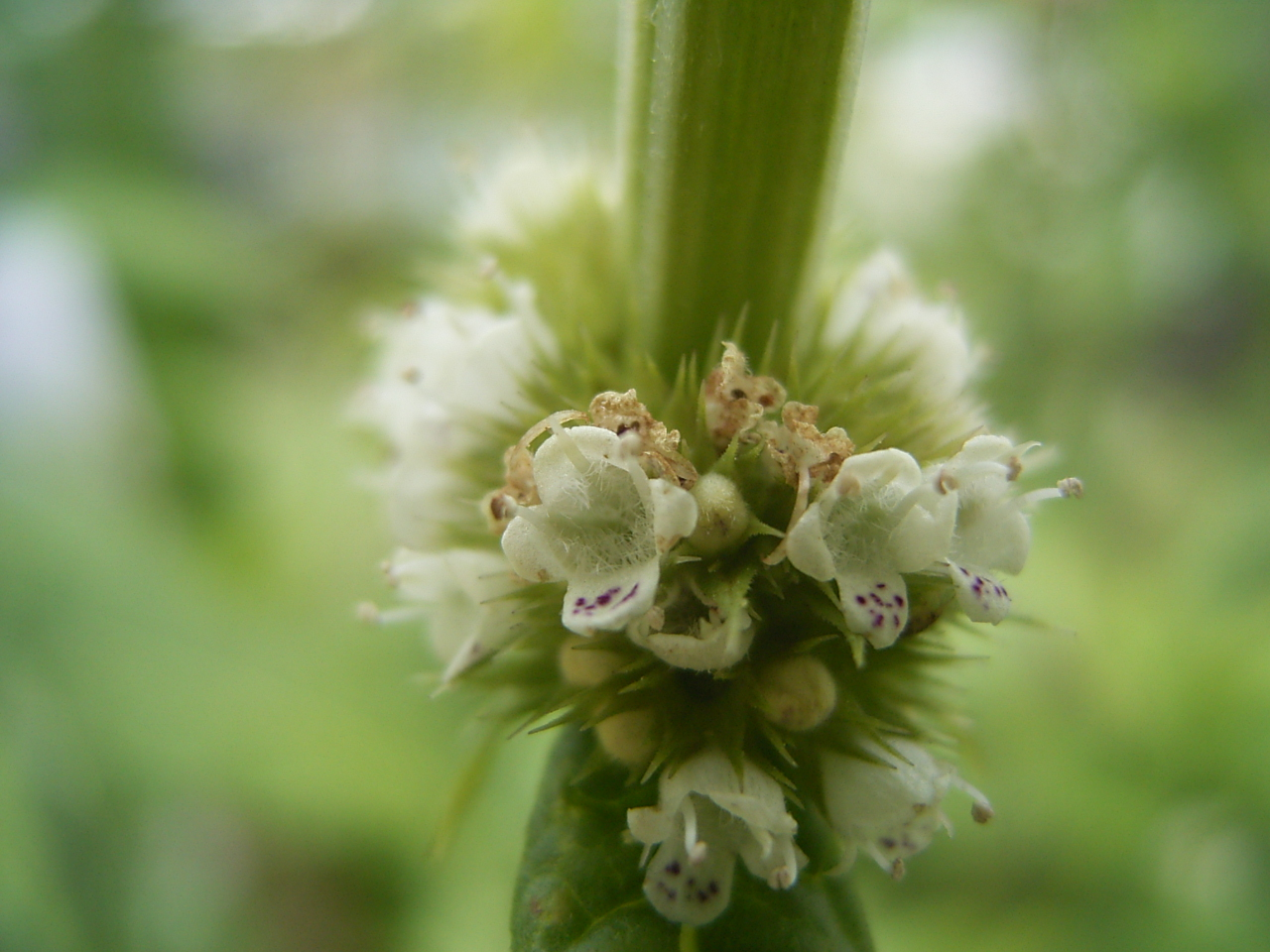
Blüten

Der Ufer-Wolfstrapp ist eine mehrjährige krautige Pflanze, die Wuchshöhen von 20 bis 120 Zentimeter erreicht und lange unterirdische Ausläufer bilden kann. Er besitzt grob gesägte, gegenständige Laubblätter, wovon nur die unteren fiederteilig sein können. Sie sind sitzend oder sehr kurz gestielt und sind 3 bis 8 (bis 15) Zentimeter lang und 1 bis 3 (bis 6) Zentimeter breit.
Die Blüten sitzen zu etwa 10 bis 20 in fast kugeligen sehr viel- und dichtblütigen Scheinquirlen. Der Kelch ist weit glockig, locker behaart und besitzt 5 lanzettliche, gerade vorgestreckte und stechend begrannte Zähne. Die fast radiärsymmetrische, vierzählige Blüte des Ufer-Wolfstrappes besitzt weiß gefärbte Kronblätter, die mit kleinen purpurnen Pünktchen versehen sind. Sie besitzt zwei fertile Staubblätter, wobei zusätzlich manchmal noch zwei sehr kurze, rückgebildete und unfruchtbare vorhanden sein können. Die Kelchzähne sind länger als die Kelchröhre, etwa 2 mm lang und stets behaart. Der Fruchtknoten ist bis zum Grund vierteilig.
Der Griffel besitzt 2 fast gleiche Narbenäste. Der Ufer-Wolfstrapp bildet gestutzte Klausenfrüchte aus. Sie sind glänzend dunkelbraun und 1,5 bis 2 Millimeter lang.
Die Chromosomenzahl beträgt 2n = 22.

## Ökologie
Der Ufer-Wolfstrapp ist ein Hemikryptophyt (Schaftpflanze) oder eine Sumpfpflanze. Vegetative Vermehrung als Wurzelkriecher erfolgt durch unterirdische Ausläufer von bis zu 20 Zentimeter Länge.
Er ist verschiedenblättrig (Heterophyllie), das heißt die Blätter sind je nach Ort am Stängel unterschiedlich: Die oberen sind lanzettlich bis eiförmig; nach unten zu sind die Blätter buchtig gezähnt und unter Wasser tief fiederspaltig. Das Rhizom im Wasser ist mit fein zerteilten Wasserblättern, im Boden oft mit zerteilten Niederblättern besetzt.
Blütenökologisch handelt es sich um „Eigentliche Lippenblumen“ in vielblütigen, blattachselständigen Scheinquirlen (Zymen), diese sind zu Thyrsen als Gesamtblütenstand vereint. Die Blütenkrone ist weiß mit purpurfarbenen Tüpfelsaftmalen, etwa 3 Millimeter lang, schwach dorsiventral, trichterartig und innen durch derbe Querhaare („Saftdecke“) versperrt. Nur zwei Staubbeutel sind entwickelt, die wie der Griffel etwas aus der Blüte herausragen. Die Blüten sind außerdem vormännlich und dreihäusig. Die weiblichen Blüten sind viel kleiner als die männlichen. Nektar wird vom Diskus abgeschieden. Besucher sind: Wespen, Fliegen, vor allem Schwebfliegen. Spontane Selbstbestäubung ist bei Zwitterblüten durch Einkrümmen der Staubfäden nach ihrer Reife möglich.
Die vier Klausenfrüchte sind keilförmig und anfangs noch am Grunde verbunden und bilden somit eine tassenförmige Ausbreitungseinheit, die – auf das Wasser gefallen – im Hohlraum eine Luftblase behält und daher schwimmfähig ist (Schwimmausbreitung). Der Viererverband (Spaltfrucht) zerbricht leicht, und die kleinen, kugelförmigen Klebdrüsen auf der gewölbten Innenseite der Klausenfrüchte treten deutlich hervor. Es handelt sich um Klebhafter an Wasservögeln, vermutlich auch Tierstreuer.

## Vorkommen
Der Ufer-Wolfstrapp kommt in ganz Europa bis nach China vor. Auch auf den Azoren gibt es Vorkommen. In den gemäßigten Gebieten des östlichen Nordamerikas ist er ein Neophyt.
Er wächst ziemlich häufig im Röhricht oder in Seggen-Beständen, an Ufern und Gräben, auch im Erlenbruch. Er kommt auf unterschiedlichen, aber meist zeitweise überschwemmten, nährstoff- und basenreichen, neutral-milden, modrig-humosen, sandigen oder reinen Ton- oder Torfböden vor. Nach Ellenberg ist er eine Halblichtpflanze, intermediär-kontinental verbreitet, ein Nässezeiger, ein Schwachsäure- bis Schwachbasezeiger, stickstoffreiche Standorte bevorzugend und eine Klassencharakterart der Röhrichte und Großseggen-Sümpfe (Phragmitetea australis). Er kommt aber auch in Gesellschaften der Ordnung Alnetalia vor.
Die ökologischen Zeigerwerte nach Landolt et al. 2010 sind in der Schweiz: Feuchtezahl F = 4+w+ (nass aber stark wechselnd), Lichtzahl L = 3 (halbschattig), Reaktionszahl R = 3 (schwach sauer bis neutral), Temperaturzahl T = 3+ (unter-montan und ober-kollin), Nährstoffzahl N = 3 (mäßig nährstoffarm bis mäßig nährstoffreich), Kontinentalitätszahl K = 3 (subozeanisch bis subkontinental).

## Systematik
Die Erstveröffentlichung von Lycopus europaeus erfolgte 1753 durch Carl von Linné in Species Plantarum, Tomus 1, S. 21.
Beim Ufer-Wolfstrapp (Lycopus europaeus) kann man zwei Unterarten unterscheiden:
- Gewöhnlicher Ufer-Wolfstrapp (Lycopus europaeus subsp. europaeus)
- Weicher Ufer-Wolfstrapp (Lycopus europaeus subsp. mollis (A. Kern.) Murr)

## Inhaltsstoffe und medizinische Verwendung
Als Arzneipflanze dienen die kurz vor der Blüte geernteten oberirdischen Pflanzenteile. Die daraus hergestellten Fertigpräparate werden bei leichter Schilddrüsenüberfunktion und deren Begleiterscheinungen wie Nervosität und Herzrasen eingesetzt; ferner bei Mastodynie (Schmerzen und Spannungsgefühl in der Brustdrüse). Die Wirkung bei leichter Schilddrüsenüberfunktion konnte auch in einer Studie bestätigt werden.
Verantwortlich für die pharmakologische Wirkung sind vermutlich unter anderem die in der Pflanze vorhandenen Phenolcarbonsäuren, genauer die Hydroxy-Zimtsäure-Derivate. Sie wirken antigonadotrop und antithyreotrop, was experimentell nachgewiesen werden konnte. Der Prolaktin-Spiegel im Blut wird erniedrigt.
Die Behandlung darf aber nicht plötzlich unterbrochen werden, und sie ist bei Unterfunktion der Schilddrüse und bei Schilddrüsenvergrößerung ohne Funktionsstörung kontraindiziert.